# Goianésia do Pará
Goianésia do Pará is een gemeente in de Braziliaanse deelstaat Pará. De gemeente telt 29.164 inwoners (schatting 2009).

## Galerij

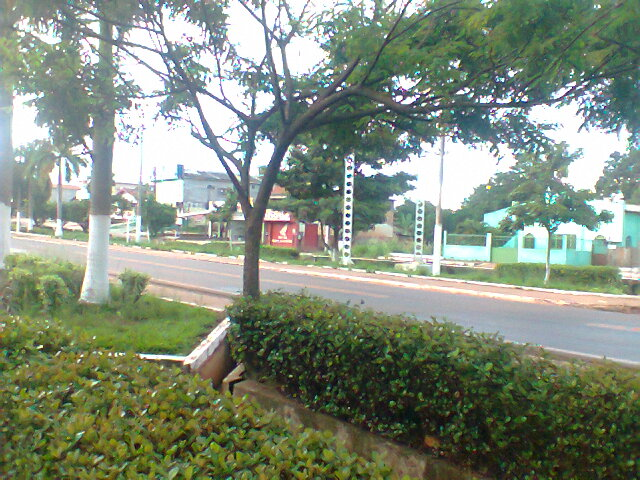
Centrum van Goianésia
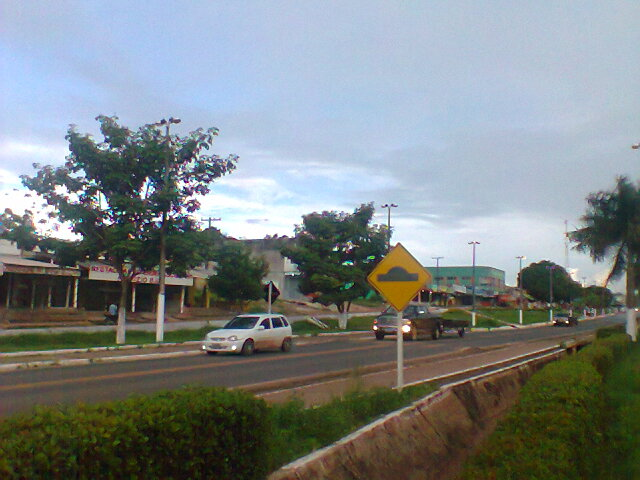
Hoofdweg Paulo Fonteles (BR-150)